# کیت جاناتان وینستون
کیت جاناتان وینستون (انگلیسی: Keith Winsteinدانشمند علوم رایانه اهل ایالات متحده آمریکا است.